# Englmeng
Englmeng ist ein Gemeindeteil von Ebersberg im oberbayerischen Landkreis Ebersberg. Das Kirchdorf liegt circa drei Kilometer östlich von Ebersberg.

## Baudenkmäler
Siehe auch: Liste der Baudenkmäler in Englmeng
- Katholische Filialkirche St. Johannes der Täufer